# Frank Merle
Frank Merle (* 22. November 1962 in Marseille) ist ein französischer Mathematiker, der sich mit Analysis beschäftigt.

## Leben
Merle promovierte 1987 bei Henri Berestycki an der École normale supérieure (ENS). Danach war er Forscher der CNRS an der ENS. 1989/90 war er Assistant Professor am Courant Institute of Mathematical Sciences of New York University. Merle ist seit 1991 Professor an der Université de Cergy-Pontoise. Außerdem ist er Professor am Institut des hautes études scientifiques (IHES). Von 1998 bis 2003 war er Mitglied des Institut Universitaire de France. 1996 und 2003/04 war er am Institute for Advanced Study. Er war unter dem Gastprofessor an der Stanford University, der Rutgers University, der University of Chicago, dem Mathematical Sciences Research Institute (MSRI) in Berkeley, der Universität Leiden, der Universität Tokio.
Merle befasst sich mit partiellen Differentialgleichungen und mathematischer Physik, insbesondere mit nichtlinearen dispersiven partiellen Differentialgleichungen wie der nichtlinearen Schrödingergleichung und die Korteweg-de-Vries-Gleichung und dem Studium von Lösungen dieser Gleichungen, die in endlicher Zeit kollabieren oder divergieren (blow up). Dafür erhielt er 2005 den Bôcher Memorial Prize. Er arbeitete viel mit Yvan Martel zusammen.
Mit Pierre Raphaël (seinem ehemaligen Doktoranden), Igor Rodnianski und Jeremie Szeftel fand er Anfangsbedingungen für Lösungen mit endlicher Energie der zwei- und dreidimensionalen Navier-Stokes- und Euler-Gleichungen für kompressible Flüssigkeiten mit blow up in endlicher Zeit an einem Punkt (Implosion mit unendlicher Dichte).
Er war Invited Speaker auf dem Internationalen Mathematikerkongress (ICM) 1998 in Berlin (Blow-Up phenomena for critical nonlinear Schrödinger and Zakharov Equations). Er wurde als Plenarsprecher auf dem Internationalen Mathematikerkongress 2014 in Seoul ausgewählt (Asymptotics for critical nonlinear dispersive equations). 1997 erhielt er den Poincaré-Preis. 2000 erhielt er den de Freycinet-Preis der französischen Akademie der Wissenschaften (Académie des sciences), 2018 deren Prix Ampère. Für 2023 wurde Merle der Bôcher Memorial Prize zugesprochen. Ebenfalls 2023 erhielt er den Clay Research Award.
2020 wurde er zum Mitglied der Academia Europaea gewählt.